# Municipio de Pactolus
El municipio de Pactolus (en inglés: Pactolus Township) es un municipio ubicado en el  condado de Pitt en el estado estadounidense de Carolina del Norte. En el año 2010 tenía una población de 8.154 habitantes.

## Geografía
El municipio de Pactolus se encuentra ubicado en las coordenadas 35°38′18.58″N 77°14′42.86″O / 35.6384944, -77.2452389.